# Černyškovskij
Černyškovskij (in lingua russa Чернышковский) è un insediamento di tipo urbano dell'oblast' di Volgograd, in Russia. È il centro amministrativo del rajon Černyškovskij.
Il fiume Cimla attraversa il villaggio che si trova 170 km (in linea d'aria) a ovest-sud-ovest di Volgograd.